# Chiesa di San Giorgio (Orcheston)
La chiesa di San Giorgio (in inglese Church of St. George), è la ex chiesa anglicana che si trova a Orcheston, villaggio e parrocchia civile della contea del Wiltshire nel Sud Ovest dell'Inghilterra. L'antico luogo di culto risale al XIII secolo, rientrava nella diocesi di Salisbury ed è considerato un monumento di seconda categoria per il suo particolare interesse storico e architettonico.

## Storia

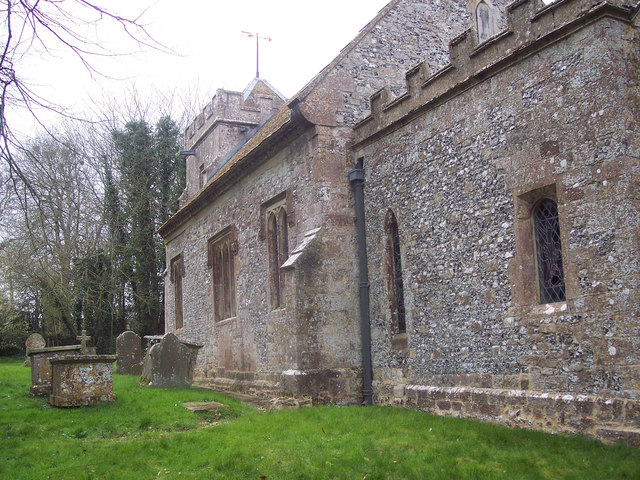
Facciata laterale della chiesa

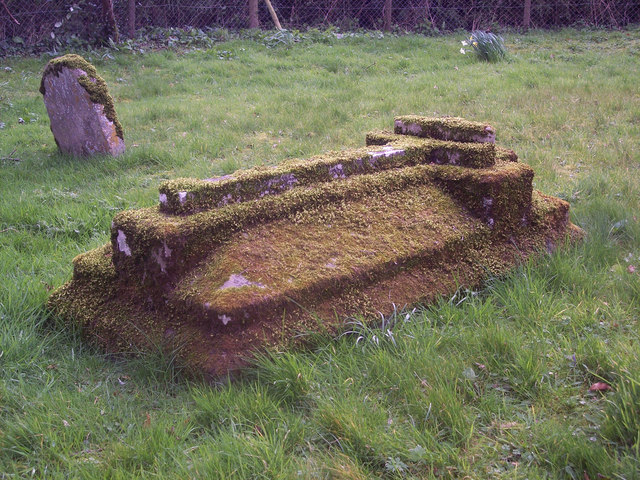
Tomba nel cimitero della comunità accanto alla chiesa

Il luogo di culto fu fondato da Elyas Giffard, che la donò con i suoi proventi alla chiesa di San Pietro a Gloucester poco dopo la conquista. La chiesa, che è stata parrocchiale, è stata edificata alla fine del XIII secolo su un precedente edificio di epoca sassone, inglobandone nella struttura il portale nord originale, risalente al XII secolo. Alla fine del XV secolo il luogo di culto venne ampliato con il nuovo presbiterio. La chiesa fu poi restaurata negli anni 1833 e 1858. In tali occasioni il tetto della navata fu rialzato e il soffitto fu reso piano inoltre furono restaurate le strutture interne. La maggior parte degli arredi interni risale infatti al 1858 e venne installata da Wyatt in quell'epoca. Tra questi, i banchi, il pulpito e la transenna dell'altare, il fonte battesimale in stile XV secolo del 1833 e lo stemma reale di Carlo I sulla parete della navata sud, risalente al 1630.
I registri parrocchiali dal 1656 al 1981 (battesimi e matrimoni) e del 1989 (sepolture) sono conservati presso il Wiltshire & Swindon History Centre di Chippenham. Nel 1933 le due rettorie di Orcheston, quella di Santa Maria e di San Giorgio, furono unite nel beneficio di Orcheston. Le precedenti raccomandazioni del 1650 di unire le due parrocchie non erano mai state attuate. Nle 1982 la chiesa fu dichiarata non più utile al culto e nel 1985 fu affidata al Redundant Churches Fund e poi affidata alla cura del Churches Conservation Trust.

## Descrizione
L'English Heritage ha inserito dal 4 luglio 1985 la chiesa di San Giorgio a Orcheston tra gli edifici storici come monumento classificato di seconda categoria col numero 1024021. L'ex luogo di culto risale al XIII secolo e rientrava nella diocesi di Salisbury.

### Esterni
L'edificio che fu luogo di culto si trova nella parte meridionale dell'abitato di Orcheston, villaggio e parrocchia civile  nel Sud Ovest dell'Inghilterra. La pianta comprende la torre a ovest, la navata, il presbiterio e il portico nord. La chiesa è costruita in selce e calcare ed è molto semplice nello stile. Possiede una modesta torre occidentale con merli e un tetto piramidale con tegole gallesi. La chiesa ha un portico settentrionale, un coro merlato del XII secolo e una porta normanna. La chiesa non possiede né navate laterali né cappella. Il portico a due falde del XIX secolo ha tetto in ardesia gallese, la porta ad arco in stile Tudor e l'architrave a sesto acuto soprastante. Le pareti laterali presentano finestre ad arco in stile Tudor. A sinistra del portico, la navata presenta una finestra a croce con testa a punta, a destra del portico una finestra a due luci del XVI secolo con archi a sesto acuto. Il soffitto della navata è stato probabilmente rialzato nel 1833, con un cornicione di gronda in mattoni dentellati.
Il presbiterio ha una porta a sesto acuto smussata al centro del lato nord, a sinistra si trova una finestra ad arco in stile Tudor e alla finestra una cuspide a sesto acuto del XIII secolo, un marcapiano a livello della gronda, un parapetto merlato che conduce al tetto a bassa pendenza. La finestra est è a tre luci in stile XVI secolo con luci cuspidate. Il presbiterio del lato sud ha una cuspide a sesto acuto Tudor e una cuspide a sesto acuto del XIII secolo. La navata del lato sud ha una trifora in stile XVI secolo e una bifora in stile XVI secolo su entrambi i lati, tutte con falda. La torre ovest a due piani è quadrata con contrafforti diagonali, la porta ovest ad arco in stile Tudor ha stipiti smussati e pennacchi intagliati, sopra si trova una finestra perpendicolare a due luci profondamente incassata con trafori del XIX secolo e animali grotteschi scolpiti come terminali, un marcapiano che conduce alla cella campanaria che si apre con quattro finestre risalenti al XVI secolo. Nella cella vi sono tre campane, tra queste la campana di John Warner, fusa nel 1896, e la campana di John Wallis di Salisbury del 1613, recante l'iscrizione "PRAY TO GOD". Il parapetto superiore è merlato e la copertura del tetto è a tegole piramidali.

### Interni
Il portale interno è romanico e presenta fusti con capitelli smerlati. La navata centrale ha un soffitto piatto, probabilmente inserito nel XVIII secolo. L'arco del presbiterio è a doppia smussatura con smussi cavi. L'arco a sesto acuto che collega la torre all'estremità occidentale presenta una raffinata pannellatura a cuspide nell'intradosso. La maggior parte degli arredi risale al restauro del 1858 di T. H. Wyatt, tra cui banchi, pulpito e transenna dell'altare, fonte battesimale in stile XV secolo del 1833, stemma reale del 1636 sulla parete sud della navata. La parete sud del presbiterio presenta un'iscrizione del 1830. Un monumento marmoreo, opera di Reeves di Bath, si trova sulla stessa parete. Memoriali del XVII e XVIII secolo includono una lapide in ottone nella navata dedicata a John Elderton, morto nel 1695. Vi sono diverse lapidi classiche, tra cui una lapide in marmo nella navata dedicata a John Shittler, morto nel 1861, firmata da Lewis di Cheltenham, un grande monumento gotico a muro sul lato sud della navata dedicato a Stephen Mills, morto nel 1857, firmato da Osmond di Sarum. Alcune belle vetrate istoriate e dipinte della fine del XIX secolo, come la vetrata orientale del 1888 e altre nella navata e nel presbiterio, sono opera di Jones e Willis.